# Le Puley
Le Puley este o comună în departamentul Saône-et-Loire, Franța. În 2009 avea o populație de 91 de locuitori.

## Evoluția populației
| An        | 1975 | 1982 | 1990 | 1999 | 2006 | 2009 |
| --------- | ---- | ---- | ---- | ---- | ---- | ---- |
| Populație | 121  | 123  | 103  | 110  | 104  | 91   |